# Sante De Sanctis
Pour les articles homonymes, voir De Sanctis.
Sante De Sanctis, né le 7 février 1862 à Parrano et mort le 20 février 1935 à Rome, est un psychiatre italien. Il est considéré comme l'un des fondateurs de la psychologie et de la psychiatrie pédiatrique italiennes.

## Biographie
Sante De Sanctis naît le 7 février 1862 à Parrano, où sa famille résidait depuis le XVIe siècle. Il obtient son diplôme de médecine à l'université de Rome « La Sapienza » , avec une thèse sur l'aphasie en 1886. Il commence à travailler en 1891 au laboratoire romain d'anatomie pathologique de l'hôpital psychiatrique Santa Maria della Pietà, dirigé par Giovanni Mingazzini. Il complète sa formation médicale en psychiatrie à Zurich et à Paris. De Sanctis commence des recherches sur la psychologie des rêves et, en 1896, il publie I sogni e il sonno nell'isterismo e nella epilessia, suivi de I sogni : studi psicologici e clinici di un alienista en 1899, cité dans le traité L'interprétation des rêves de Sigmund Freud.
Avec Giuseppe Ferruccio Montesano (it) et la pédagogue Maria Montessori, il est le fondateur de la psychiatrie italienne pour enfants et adolescents. En 1898, De Sanctis demande la création d'une licence d'enseignement, demande rejetée en 1901 par le Consiglio Superiore della Pubblica Istruzione. Selon la commission, la psychologie devait être enseignée par un philosophe et non par un physiologiste ou un psychiatre. Néanmoins, en décembre 1891, le ministre de l'Éducation Nunzio Nasi accède à sa demande. En 1906, il obtient l'une des trois premières chaires de psychologie expérimentale à la faculté de médecine de Rome. Entre 1929 et 1930, il travaille à la rédaction d'un traité de psychologie expérimentale en deux volumes, dans lequel il résume ses vingt-cinq années d'enseignement. Il organise le cinquième congrès international de psychologie en 1905, tandis qu'en 1910 il est nommé président de la Società Italiana di Psicologia.
Son engagement en faveur des enfants handicapés est resté constant tout au long de sa vie, à laquelle il a consacré des études monographiques telles que Educazione dei deficienti, publié en 1915. Il a également créé le premier jardin d'enfants à Rome, via Tasso, et a fondé le premier service hospitalier de psychiatrie pour enfants et adolescents en Italie. Il meurt à Rome en 1935>.

### Cinquième Congrès international de psychologie à Rome
Le 6 août 1889, dix ans après la création du premier laboratoire de psychologie expérimentale à l'université de Leipzig par Wilhelm Wundt, se tient à Paris le premier Congrès international de psychologie physiologique, présidé par le neurologue Jean-Martin Charcot. Les congrès suivants se déroulent à Londres (1892), Berlin (1896) et Paris (1900) et rassemblent un nombre croissant de participants.
Cependant, le Congrès organisé par Sante De Sanctis à Rome[Quand ?], représente un tournant pour la recherche psychophysiologique, présentée par Wundt aux jeunes chercheurs qui assistaient au Congrès, concernant la nouvelle idée de la psychologie appliquée à des contextes pédagogiques, anthropologiques, juridiques et criminologiques.
Le Congrès de Rome est organisé en quatre sections :
- Section psychologie expérimentale ;
- Section psychopathologie ;
- Section de psychologie criminelle, pédagogique et sociale ;
- Section sur l'introspection psychologique[7].

## Contributions scientifiques

### Fondateur de la psychiatrie de l'enfant et de l'adolescent
Avec le traité de psychiatrie de l'enfant et de l'adolescent de 1925, De Sanctis se donne pour objectif de définir une nouvelle discipline, qu'il considère comme une branche de la psychiatrie encore trop jeune pour pouvoir abandonner l'observation clinique-symptomatique, mais disponible pour suivre les nouvelles voies indiquées par la science. En effet, la psychiatrie pédiatrique du développement doit s'occuper des maladies qui impliquent des troubles mentaux et elle requiert donc des connaissances psychiques du développement de l'enfant ainsi que des connaissances médicales.
L'objectif principal du traité était d'offrir un aperçu des obstacles des maladies psychiatriques de l'enfance et, en effet, il s'adressait aux jeunes psychiatres et pédiatres qui devaient faire face à un domaine certainement pas facile, mais plein de réelles satisfactions. La vision de l'enfant qui se dégage des pages du traité - et en général de tous les écrits de De Sanctis - est extrêmement dynamique. En Italie, entre le XIXe et le XXe siècle, la conception scientifique de l'enfant s'est développée : elle n'idéalisait plus le monde enfantin comme innocent et positif, comme dans la sphère religieuse et dans la culture des Lumières, mais elle se basait sur une évidence aussi objective que possible. Cette approche scientifico-naturaliste constituait le terrain sur lequel la psychiatrie infantile pouvait être fondée. L'engagement actif du psychologue italien dans la définition de cette nouvelle discipline fut couronné par la fondation - par De Sanctis lui-même - du premier service hospitalier de psychiatrie infantile, composé d'une clinique ambulatoire et d'un centre d'observation pour les enfants au comportement anormal.

### Dementia Praecocissima
La conviction que l'enfant doit être considéré comme une entité clinique bien distincte de celle de l'adulte a aidé De Sanctis à réexaminer la psychopathologie sous un angle nouveau, ainsi que certaines manifestations de garçons frénétiques, qui n'étaient plus traitées comme des entités psychopathologiques individuelles. Cette intuition a servi de base aux études qu'Emil Kraepelin avait menées sur un syndrome qu'il avait décrit et désigné sous le nom de "dementia praecox". Pour le psychiatre allemand, cela concernait l'âge pubertaire, c'est-à-dire après la dixième année de vie. C'est De Sanctis qui a observé de nouveaux cas à l'âge prépubertaire.
Les problèmes auxquels De Sanctis dut faire face étaient, d'une part, celui d'établir les liens possibles entre la phrénasthénie et la démence et, d'autre part, celui de démontrer l'existence d'une "démence prépubertaire" en définissant son début et son évolution. Après la publication en 1906 de quelques cas de démence chez des enfants de 6 à 8 ans, De Sanctis présente en 1908 le rapport d'observation d'une fillette de 3 ans à la Regia Accademia di Roma. Il a affirmé avoir attendu un an avant de poser un diagnostic car il semblait peu probable qu'il s'agisse d'une forme infantile catatonique de démence précoce. Le principal fait qui ressortait de l'anamnèse de la fillette était un traumatisme survenu à l'âge de deux ans : elle avait assisté à la mort de sa mère percutée par un tramway, ce qui avait provoqué une interruption de la croissance. Il a observé des comportements comme des troubles du sommeil, une hypertonie des membres inférieurs, des réactions très lentes et une apathie. De Sanctis a cependant compris que la catatonie d'une fillette de trois ans ne pouvait pas avoir la même pathogénie que la dementia praecox de Kraepelin, et a même précisé que la démence très précoce devait être maintenue distincte de la phrénasthénie car, contrairement à cette dernière, elle était traitable et congénitale.

### Fondateur de la psychologie expérimentale
Le plus grand problème pour Sante De Sanctis était de trouver une méthode unique qui aurait été capable de mesurer et de quantifier de manière objective les données empiriques, en tenant compte également des informations qui auraient pu être obtenues par les données psychophysiques obtenues du sujet expérimenté.
Les piliers de la psychologie expérimentale de De Sanctis sont :
- L'introspection, qui correspond à la rétrospection et doit être comparée à d'autres méthodes ;
- L'observation externe, qui sert à étudier les gestes, la voix, les actes et les coutumes ;
- Les expériences psychologiques[11].

## Fondo De Sanctisà l'Université La Sapienza
L'histoire du fonds remonte à quelques années lorsque les héritiers De Sanctis, en particulier le professeur et avocat Vittorio De Sanctis et le professeur et médecin Cesare De Sanctis, ont confié au professeur Giovanni Pietro Lombardo un nombre considérable de lettres adressées à l'ancêtre et soigneusement conservées. Devant l'intérêt que ces correspondances ont suscité chez les chercheurs et pour poursuivre le travail de valorisation des sources, on a réorganisé l'ensemble du noyau documentaire en créant un fonds d'archives appelé "Fondo Sante De Sanctis".
Le fonds a été divisé en deux séries, une série no 1 pour la correspondance et une deuxième série consacrée aux photographies. Il compte 181 numéros numérotés séquentiellement contenant 893 pièces pour un total de 1798 pages.

## Opera Sante De SanctisOnlus
L'Opera Sante De Sanctis Onlus est une association pour la thérapie et la réhabilitation des handicapés psychophysiques, fondée en 1898. Gérée par la famille De Sanctis depuis sa fondation, elle est au service des personnes handicapées de tous âges depuis plus de cent ans, en appliquant la méthode scientifique développée par Sante De Sanctis. Elle a joué un rôle de pionnier dans l'utilisation de techniques de réadaptation innovantes ou expérimentales associées aux techniques de réadaptation ordinaires. En effet, le concept de réadaptation, au moment de la fondation de l'association, était encore pratiquement inconnu par rapport à sa signification moderne.

## Publications (sélection)
- (it) I sogni. Studi psicologici e clinici di un alienista, Bocca, Turin 1899
- (it) Educazione dei deficienti, Vallardi, Milano 1915
- (it) I sogni e il sonno nell'isterismo e nella epilessia, Società editrice Dante Alighieri, Rome 1896
- (it) La mimica del pensiero, Sandron, Palermo 1904
- (it) « Su di un nuovo procedimento per lo studio del lavoro mentale », Rivista di Psicologia, 5, Bologne 1911, p. 216–217
- (it) Neuropsichiatria infantile. Patologia e diagnostica, Stock, Rome 1925
- (it) Guida pratica alla Semeiotica neuro-psichiatrica dell'età evolutiva, Bardi, Rome 1934
- (it) « Psicologia e psicopatologia », Rivista di Psicologia, vol. 30 (1), p. 1–12, 1934